# Passe de Tiputa
La passe de Tiputa se trouve dans le nord-est de l'atoll de Rangiroa dans l'archipel des Tuamotu, près du village homonyme. Rangiroa compte deux passes, l'autre étant la passe d'Avatoru.
La passe de Tiputa sépare les villages de Tiputa et Avatoru. La passe de Tiputa est une référence mondiale de la plongée sous-marine. Durant l'été austral (de décembre à mars), de grands requins marteaux et des raies manta sont présents dans cette passe. La passe est également le lieu de divers championnats de chasse sous-marine dont les prises sont vendues aux habitants de l'atoll.

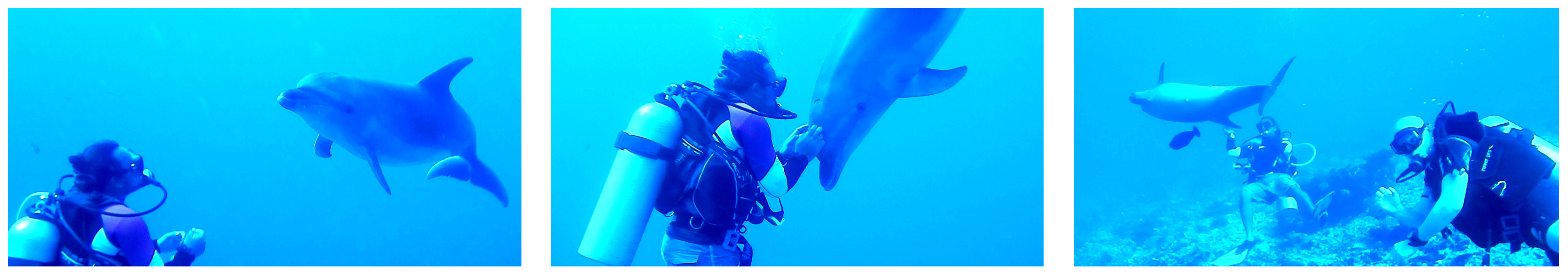
Plongeurs et dauphins dans la passe de Tiputa.